# Арезуманд
Арезуманд (перс. ارزومند) — село в Ірані, у дегестані Тальх-Аб, у бахші Хенеджін, шагрестані Фараган остану Марказі. За даними перепису 2006 року, його населення становило 434 особи, що проживали у складі 117 сімей.

## Клімат
Середня річна температура становить 10,97 °C, середня максимальна – 30,24 °C, а середня мінімальна – -10,66 °C. Середня річна кількість опадів – 260 мм.
| Клімат поселення                              | Клімат поселення | Клімат поселення | Клімат поселення | Клімат поселення | Клімат поселення | Клімат поселення | Клімат поселення | Клімат поселення | Клімат поселення | Клімат поселення | Клімат поселення | Клімат поселення | Клімат поселення |
| Показник                                      | Січ.             | Лют.             | Бер.             | Квіт.            | Трав.            | Черв.            | Лип.             | Серп.            | Вер.             | Жовт.            | Лист.            | Груд.            |                  |
| Середній максимум, °C                         | 4,96             | 6,39             | 11,06            | 17,45            | 22,46            | 28,35            | 30,24            | 29,72            | 25,08            | 18,67            | 11,76            | 6,24             |                  |
| Середня температура, °C                       | −2,86            | −1,41            | 3,26             | 9,63             | 14,63            | 20,54            | 24,58            | 24,08            | 19,44            | 13,02            | 6,11             | 0,58             |                  |
| Середній мінімум, °C                          | −10,66           | −9,22            | −4,54            | 1,84             | 6,83             | 12,74            | 18,91            | 18,41            | 13,78            | 7,35             | 0,46             | −5,08            |                  |
| Норма опадів, мм                              | 36               | 36               | 47               | 37               | 32               | 5                | 1                | 1                | 0                | 9                | 22               | 34               |                  |
| Середньомісячна швидкість вітру, м/с          | 1.85             | 2.32             | 3.00             | 3.16             | 2.60             | 2.38             | 2.44             | 2.26             | 2.12             | 2.08             | 1.72             | 1.74             |                  |
| Середньомісячна сонячна радіація, кДж/м²·день | 8752             | 11684            | 14522            | 18033            | 22119            | 26735            | 26080            | 23926            | 20726            | 15208            | 10774            | 8596             |                  |
| --------------------------------------------- | ---------------- | ---------------- | ---------------- | ---------------- | ---------------- | ---------------- | ---------------- | ---------------- | ---------------- | ---------------- | ---------------- | ---------------- | ---------------- |
| Джерело:                                      |                  |                  |                  |                  |                  |                  |                  |                  |                  |                  |                  |                  |                  |